# Four Nations Chess League 2013/14
Die Saison 2013/14 war die 21. Spielzeit der Four Nations Chess League (4NCL).
Meister wurde der Titelverteidiger Guildford A&DC, der alle Wettkämpfe gewann. Aus der Division 2 aufgestiegen waren Kings Head, Pandora’s Box Grantham (die durch den Zusammenschluss mit den Slough Sharks als zweite Mannschaft der Grantham Sharks antraten), 3Cs Oldham und Oxford. Rein sportlich wären alle vier Aufsteiger direkt wieder abgestiegen, da allerdings die Wood Green Hilsmark Kingfisher ihre zweite Mannschaft nach der Saison zurückzogen, erreichte Oxford noch den Klassenerhalt.
Zu den gemeldeten Mannschaftskadern siehe Mannschaftskader der Four Nations Chess League 2013/14.

## Spieltermine
Die Wettkämpfe fanden statt am 16. und 17. November 2013, 11. und 12. Januar 2014, 15. und 16. Februar 2014, 22. und 23. März 2014 sowie vom 3. bis 5. Mai 2014. Alle Runden wurden zentral in Hinckley ausgerichtet.

## Vorrunde

### Gruppeneinteilung
Die 16 Mannschaften wurden wie folgt in die zwei Vorrunden eingeteilt:
| Pool A                                | Pool B                               |
| ------------------------------------- | ------------------------------------ |
| Guildford A&DC I (1)                  | Wood Green Hilsmark Kingfisher I (2) |
| Cheddleton (4)                        | Barbican Chess Club I (3)            |
| Barbican Chess Club II (7)            | White Rose Chess (6)                 |
| Wood Green Hilsmark Kingfisher II (9) | Cambridge University (8)             |
| Blackthorne Russia (10)               | e2e4.org.uk (11)                     |
| Grantham Sharks I (13)                | Guildford A&DC II (12)               |
| Kings Head (A1)                       | Grantham Sharks II (A2)              |
| Oxford (A4)                           | 3Cs (A3)                             |

Anmerkung: In Klammern ist die Vorjahresplatzierung angegeben, ist dieser ein „A“ vorangestellt, so handelt es sich um die Vorjahresplatzierung eines Aufsteigers in der Division 2. Die Sambuca Sharks und Pandora’s Box Grantham schlossen sich zu den Grantham Sharks zusammen.

### Pool A
Während Guildford, Cheddleton und die Grantham Sharks sich vorzeitig für den Championship Pool qualifizierten, sicherte sich die zweite Mannschaft von Barbican den vierten Platz erst in der letzten Runde. Guildford übernahm 6:0 Punkte in den Championship Pool, Cheddleton 4:2, Grantham Sharks 2:4 und Barbicans zweite Mannschaft 0:6. In den Demotion Pool starteten die zweite Mannschaft von Wood Green, Blackthorne Russia und Oxford mit je 4:2 Punkten, Kings Head mit 0:6 Punkten.

#### Endtabelle
| Pl. | Verein                                        | Sp | G | U | V | MP   | Brett-P.  |
| --- | --------------------------------------------- | -- | - | - | - | ---- | --------- |
| 01. | Guildford A&DC I. Mannschaft (M)              | 7  | 7 | 0 | 0 | 14:0 | 45,0:11,0 |
| 02. | Cheddleton and Leek Chess Club                | 7  | 6 | 0 | 1 | 12:2 | 37,0:19,0 |
| 03. | Grantham Sharks I. Mannschaft                 | 7  | 4 | 0 | 3 | 8:6  | 30,0:26,0 |
| 04. | Barbican Chess Club II. Mannschaft            | 7  | 4 | 0 | 3 | 8:6  | 29,5:26,5 |
| 05. | Wood Green Hilsmark Kingfisher II. Mannschaft | 7  | 3 | 0 | 4 | 6:8  | 26,5:29,5 |
| 06. | Blackthorne Russia                            | 7  | 2 | 0 | 5 | 4:10 | 22,5:33,5 |
| 07. | Oxford (N)                                    | 7  | 2 | 0 | 5 | 4:10 | 19,5:36,5 |
| 08. | Kings Head (N)                                | 7  | 0 | 0 | 7 | 0:14 | 13,5:42,5 |

#### Entscheidungen
|     | Teilnehmer am Championship Pool: Guildford A&DC I. Mannschaft, Cheddleton and Leek Chess Club, Grantham Sharks I. Mannschaft, Barbican Chess Club II. Mannschaft |
|     | Teilnehmer am Demotion Pool: Wood Green Hilsmark Kingfisher II. Mannschaft, Blackthorne Russia, Oxford, Kings Head                                               |
| (M) | Meister der letzten Saison |
| (N) | Aufsteiger der letzten Saison |

#### Kreuztabelle
| Ergebnisse | Ergebnisse                                    | 01. | 02. | 03. | 04. | 05. | 06. | 07. | 08. |
| ---------- | --------------------------------------------- | --- | --- | --- | --- | --- | --- | --- | --- |
| 01.        | Guildford A&DC I. Mannschaft                  |     | 6½  | 5½  | 6   | 6   | 6½  | 7   | 7½  |
| 02.        | Cheddleton and Leek Chess Club                | 1½  |     | 5   | 6   | 5   | 6   | 7   | 6½  |
| 03.        | Grantham Sharks I. Mannschaft                 | 2½  | 3   |     | 4½  | 3½  | 5   | 5½  | 6   |
| 04.        | Barbican Chess Club II. Mannschaft            | 2   | 2   | 3½  |     | 5   | 5½  | 6   | 5½  |
| 05.        | Wood Green Hilsmark Kingfisher II. Mannschaft | 2   | 3   | 4½  | 3   |     | 4½  | 3½  | 6   |
| 06.        | Blackthorne Russia                            | 1½  | 2   | 3   | 2½  | 3½  |     | 5½  | 4½  |
| 07.        | Oxford                                        | 1   | 1   | 2½  | 2   | 4½  | 2½  |     | 6   |
| 08.        | Kings Head                                    | ½   | 1½  | 2   | 2   | 2   | 3½  | 2   |     |

Anmerkung: Da Kings Head gegen die zweite Mannschaft des Barbican Chess Club eine Partie kampflos abgab, wurde ihnen ein halber Brettpunkt abgezogen.

### Pool B
Während die erste Mannschaft der Wood Green Hilsmark Kingfisher und die zweite Mannschaft von Guildford A&DC sich vorzeitig für den Championship Pool qualifizierten, sicherten sich e2e4.org.uk und White Rose diese Startplätze erst in der letzten Runde. Wood Green übernahm 6:0 Punkte in den Championship Pool, White Rose 4:2 Punkte, Guildfords zweite Mannschaft und e2e4.org.uk je 1:5 Punkte. In den Demotion Pool startete Barbican mit 6:0 Punkten, 3Cs mit 4:2 Punkten, Cambridge mit 2:4 Punkten und die zweite Mannschaft der Grantham Sharks mit 0:6 Punkten.

#### Endtabelle
| Pl. | Verein                                       | Sp | G | U | V | MP   | Brett-P.  |
| --- | -------------------------------------------- | -- | - | - | - | ---- | --------- |
| 01. | Wood Green Hilsmark Kingfisher I. Mannschaft | 7  | 7 | 0 | 0 | 14:0 | 43,0:13,0 |
| 02. | Guildford A&DC II. Mannschaft                | 7  | 4 | 1 | 2 | 9:5  | 33,5:22,5 |
| 03. | e2e4.org.uk                                  | 7  | 4 | 1 | 2 | 9:5  | 27,0:29,0 |
| 04. | White Rose Chess                             | 7  | 4 | 0 | 3 | 8:6  | 31,0:25,0 |
| 05. | Barbican Chess Club I. Mannschaft            | 7  | 4 | 0 | 3 | 8:6  | 28,0:28,0 |
| 06. | 3Cs Oldham (N)                               | 7  | 3 | 0 | 4 | 6:8  | 28,5:27,5 |
| 07. | Cambridge University Chess Club              | 7  | 1 | 0 | 6 | 2:12 | 15,5:40,5 |
| 08. | Grantham Sharks II. Mannschaft (N)           | 7  | 0 | 0 | 7 | 0:14 | 15,5:40,5 |

#### Entscheidungen
|     | Teilnehmer am Championship Pool: Wood Green Hilsmark Kingfisher I. Mannschaft, Guildford A&DC II. Mannschaft, e2e4.org.uk, White Rose Chess |
|     | Teilnehmer am Demotion Pool: Barbican Chess Club I. Mannschaft, 3Cs Oldham, Cambridge University Chess Club, Grantham Sharks II. Mannschaft |
| (N) | Aufsteiger der letzten Saison |

#### Kreuztabelle
| Ergebnisse | Ergebnisse                                   | 01. | 02. | 03. | 04. | 05. | 06. | 07. | 08. |
| ---------- | -------------------------------------------- | --- | --- | --- | --- | --- | --- | --- | --- |
| 01.        | Wood Green Hilsmark Kingfisher I. Mannschaft |     | 5½  | 8   | 6   | 6   | 5½  | 6½  | 5½  |
| 02.        | Guildford A&DC II. Mannschaft                | 2½  |     | 4   | 3   | 6   | 4½  | 7   | 6½  |
| 03.        | e2e4.org.uk                                  | 0   | 4   |     | 2½  | 5   | 5½  | 5½  | 4½  |
| 04.        | White Rose Chess                             | 2   | 5   | 5½  |     | 3½  | 3½  | 5   | 6½  |
| 05.        | Barbican Chess Club I. Mannschaft            | 2   | 2   | 3   | 4½  |     | 5   | 6   | 5½  |
| 06.        | 3Cs Oldham                                   | 2½  | 3½  | 2½  | 4½  | 3   |     | 6   | 6½  |
| 07.        | Cambridge University Chess Club              | 1½  | 0   | 1½  | 3   | 2   | 2   |     | 5½  |
| 08.        | Grantham Sharks II. Mannschaft               | 2½  | 1½  | 3½  | 1½  | 2½  | 1½  | 2½  |     |

Anmerkung: Da die Mannschaft des Cambridge University Chess Club in den Wettkämpfen gegen die zweite Mannschaft von Guildford A&DC und e2.e4.org.uk je eine Partie kampflos abgab, wurde ihnen jeweils ein Brettpunkt abgezogen.

## Endrunde

### Championship Pool
Die favorisierten Mannschaften von Guildford A&DC und Wood Green Hilsmark Kingfisher übernahmen jeweils 6:0 Punkte aus der Vorrunde in den Championship Pool. Auch hier wurden jeweils die ersten drei Wettkämpfe gewonnen, so dass der direkte Vergleich entscheiden musste. Guilford landete einen deutlichen Sieg und verteidigte damit seinen Titel.

#### Endtabelle
| Pl. | Verein                                       | Sp | G | U | V | MP   | Brett-P.  |
| --- | -------------------------------------------- | -- | - | - | - | ---- | --------- |
| 01. | Guildford A&DC I. Mannschaft (M)             | 7  | 7 | 0 | 0 | 14:0 | 45,5:10,5 |
| 02. | Wood Green Hilsmark Kingfisher I. Mannschaft | 7  | 6 | 0 | 1 | 12:2 | 40,5:15,5 |
| 03. | White Rose Chess                             | 7  | 4 | 1 | 2 | 9:5  | 28,5:27,5 |
| 04. | Cheddleton and Leek Chess Club               | 7  | 3 | 1 | 3 | 7:7  | 26,5:29,5 |
| 05. | Guildford A&DC II. Mannschaft                | 7  | 2 | 2 | 3 | 6:8  | 26,5:29,5 |
| 06. | Grantham Sharks I. Mannschaft                | 7  | 2 | 1 | 4 | 5:9  | 24,0:32,0 |
| 07. | e2e4.org.uk                                  | 7  | 1 | 1 | 5 | 3:11 | 15,5:40,5 |
| 08. | Barbican Chess Club II. Mannschaft           | 7  | 0 | 0 | 7 | 0:14 | 16,0:40,0 |

#### Entscheidungen
|     | Britischer Meister: Guildford A&DC I. Mannschaft |
| (M) | Meister der letzten Saison                       |

#### Kreuztabelle
| Ergebnisse | Ergebnisse                                   | 01.  | 02.  | 03.  | 04.  | 05.  | 06.  | 07.  | 08.  |
| ---------- | -------------------------------------------- | ---- | ---- | ---- | ---- | ---- | ---- | ---- | ---- |
| 01.        | Guildford A&DC I. Mannschaft                 |      | 6    | 6½   | (6½) | 7    | (5½) | 8    | (6)  |
| 02.        | Wood Green Hilsmark Kingfisher I. Mannschaft | 2    |      | (6)  | 6½   | (5½) | 6    | (8)  | 6½   |
| 03.        | White Rose Chess                             | 1½   | (2)  |      | 6    | (5)  | 4    | (5½) | 4½   |
| 04.        | Cheddleton and Leek Chess Club               | (1½) | 1½   | 2    |      | 4    | (5)  | 6½   | (6)  |
| 05.        | Guildford A&DC II. Mannschaft                | 1    | (2½) | (3)  | 4    |      | 6    | (4)  | 6    |
| 06.        | Grantham Sharks I. Mannschaft                | (2½) | 2    | 4    | (3)  | 2    |      | 6    | (4½) |
| 07.        | e2e4.org.uk                                  | 0    | (0)  | (2½) | ½    | (4)  | 2    |      | 6½   |
| 08.        | Barbican Chess Club II. Mannschaft           | (2)  | 1½   | 3½   | (2)  | 2    | (3½) | 1½   |      |

Anmerkungen:
- Eingeklammerte Ergebnisse sind aus der Vorrunde übernommen.
- Da e2e4.org.uk gegen Cheddleton eine Partie kampflos abgab, wurde ihnen ein Brettpunkt abgezogen.

### Demotion Pool
Vor der letzten Runde hatten mit dem Barbican Chess Club und der zweiten Mannschaft der Wood Green Hilsmark Kingfisher zwei Mannschaften bereits den Klassenerhalt gesichert, während Kings Head und die zweite Mannschaft der Grantham Sharks als Absteiger feststanden. Über die beiden übrigen Abstiegsplätze entschieden die direkten Vergleiche zwischen Blackthorne Russia und 3Cs Oldham sowie zwischen Oxford und dem Cambridge University Chess Club. Blackthorne Russia und Cambridge gewannen und erreichten damit den Klassenerhalt. Durch den Rückzug der zweiten Mannschaft der Wood Green Hilsmark Kingfisher erreichte auch Oxford den Klassenerhalt.

#### Endtabelle
| Pl. | Verein                                        | Sp | G | U | V | MP   | Brett-P.  |
| --- | --------------------------------------------- | -- | - | - | - | ---- | --------- |
| 09. | Wood Green Hilsmark Kingfisher II. Mannschaft | 7  | 6 | 0 | 1 | 12:2 | 33,5:22,5 |
| 10. | Blackthorne Russia                            | 7  | 5 | 0 | 2 | 10:4 | 35,0:21,0 |
| 11. | Barbican Chess Club I. Mannschaft             | 7  | 5 | 0 | 2 | 10:4 | 34,0:22,0 |
| 12. | Cambridge University Chess Club               | 7  | 4 | 0 | 3 | 8:6  | 29,5:26,5 |
| 13. | Oxford (N)                                    | 7  | 4 | 0 | 3 | 8:6  | 26,0:30,0 |
| 14. | 3Cs Oldham (N)                                | 7  | 3 | 0 | 4 | 6:8  | 32,0:24,0 |
| 15. | Kings Head (N)                                | 7  | 1 | 0 | 6 | 2:12 | 15,0:41,0 |
| 16. | Grantham Sharks II. Mannschaft (N)            | 7  | 0 | 0 | 7 | 0:14 | 15,5:40,5 |

#### Entscheidungen
|     | Absteiger in die Division 2: Wood Green Hilsmark Kingfisher II. Mannschaft (freiwilliger Rückzug), 3Cs Oldham, Kings Head, Grantham Sharks II. Mannschaft |
| (N) | Aufsteiger der letzten Saison |

#### Kreuztabelle
| Ergebnisse | Ergebnisse                                    | 09.  | 10.  | 11.  | 12.  | 13.  | 14.  | 15.  | 16.  |
| ---------- | --------------------------------------------- | ---- | ---- | ---- | ---- | ---- | ---- | ---- | ---- |
| 09.        | Wood Green Hilsmark Kingfisher II. Mannschaft |      | (4½) | 5    | 4½   | (3½) | 4½   | (6)  | 5½   |
| 10.        | Blackthorne Russia                            | (3½) |      | 6    | 3    | (5½) | 4½   | (4½) | 8    |
| 11.        | Barbican Chess Club I. Mannschaft             | 3    | 2    |      | (6)  | 7    | (5)  | 5½   | (5½) |
| 12.        | Cambridge University Chess Club               | 3½   | 5    | (2)  |      | 5    | (2)  | 6½   | (5½) |
| 13.        | Oxford                                        | (4½) | (2½) | ½    | 3    |      | 5    | (6)  | 4½   |
| 14.        | 3Cs Oldham                                    | 3½   | 3½   | (3)  | (6)  | 3    |      | 6½   | (6½) |
| 15.        | Kings Head                                    | (2)  | (3½) | 2    | 1½   | (2)  | 0    |      | 4    |
| 16.        | Grantham Sharks II. Mannschaft                | 2½   | 0    | (2½) | (2½) | 3½   | (1½) | 3    |      |

Anmerkungen:
- Eingeklammerte Ergebnisse sind aus der Vorrunde übernommen.
- Kings Head gab gegen Barbican eine Partie kampflos ab; infolgedessen wurde ihnen ein halber Brettpunkt abgezogen.
- Kings Head gab gegen 3Cs Oldham zwei Partien kampflos an; infolgedessen wurden ihnen 1,5 Brettpunkte abgezogen.
- Oxford gab gegen Barbican eine Partie kampflos ab; infolgedessen wurde ihnen ein halber Brettpunkt abgezogen.
- Kings Head gab gegen die zweite Mannschaft der Grantham Sharks eine Partie kampflos ab; infolgedessen wurde ihnen ein halber Brettpunkt abgezogen.

## Die Meistermannschaft
| 1.            | Guildford A&DC |
| Schachfiguren | Maxime Vachier-Lagrave, Anish Giri, Romain Édouard, Nigel Short, Gawain Jones, Matthew Sadler, Robin van Kampen, Eric Hansen, Jean-Pierre Le Roux, Alberto Suárez Real, Mark Hebden, David Smerdon, Antoaneta Stefanowa, Glenn Flear, Yang-Fan Zhou, Gediminas Šarakauskas, Aman Hambleton, Dagnė Čiukšytė, Christine Flear. |